# Pachliopta kotzebuea
A Pachliopta kotzebuea a rovarok (Insecta) osztályának a lepkék (Lepidoptera) rendjébe, ezen belül a pillangófélék (Papilionidae) családjába tartozó faj.

## Neve
A kotzebuea tudományos fajnevét Otto von Kotzebue, német tengerészkapitányról kapta. Otto von Kotzebue egy orosz expedíciót hordozó hajónak, azaz a Ruriknak volt a kapitánya. Johann Friedrich von Eschscholtz, német természettudós 1815-1818 között, orvosként és természettudósként dolgozott. Ezen expedíció alatt a Rurik körbejárta a Földet.

## Előfordulása
A Pachliopta kotzebuea előfordulási területe a Fülöp-szigetek.

## Alfajai
- Pachliopta kotzebuea bilara (Page & Treadaway, 1995)
- Pachliopta kotzebuea deseilus (Fruhstorfer, 1911)
- Pachliopta kotzebuea kotzebuea (Eschscholtz, 1821)
- Pachliopta kotzebuea mataconga (Page & Treadaway, 1995)
- Pachliopta kotzebuea philippus (Semper, 1891)
- Pachliopta kotzebuea tindongana (Page & Treadaway, 1995)

## Megjelenése
A rovar szárnyai feketék vagy sötétbarnák; a második szárnypáron felül vörös pontozással. A szárnyak alján a vörös foltozottság az elülső szárnyakon is jelen van. A fekete teste példánytól függően, kisebb-nagyobb mértékben vörös.

## Életmódja
Ez a lepkefaj a farkasalma (Aristolochia) növénynemzetség fajaival táplálkozik.

## Képek

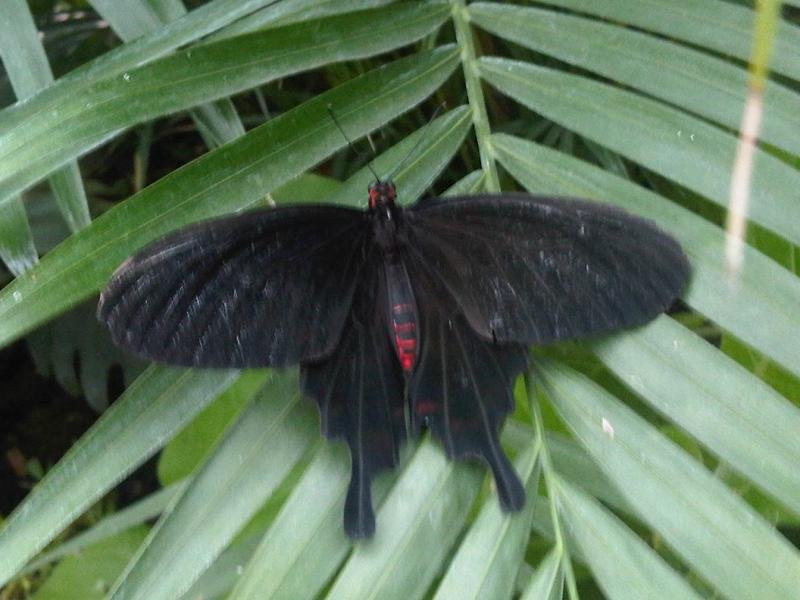
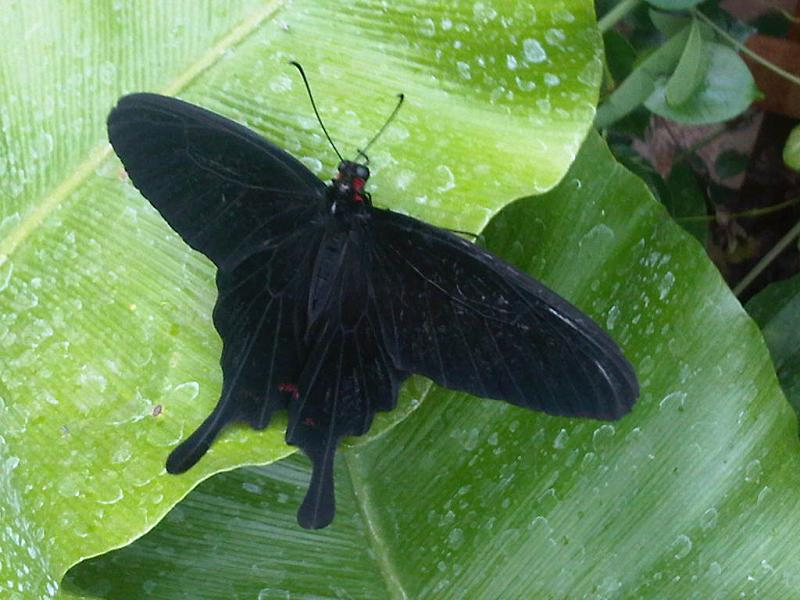
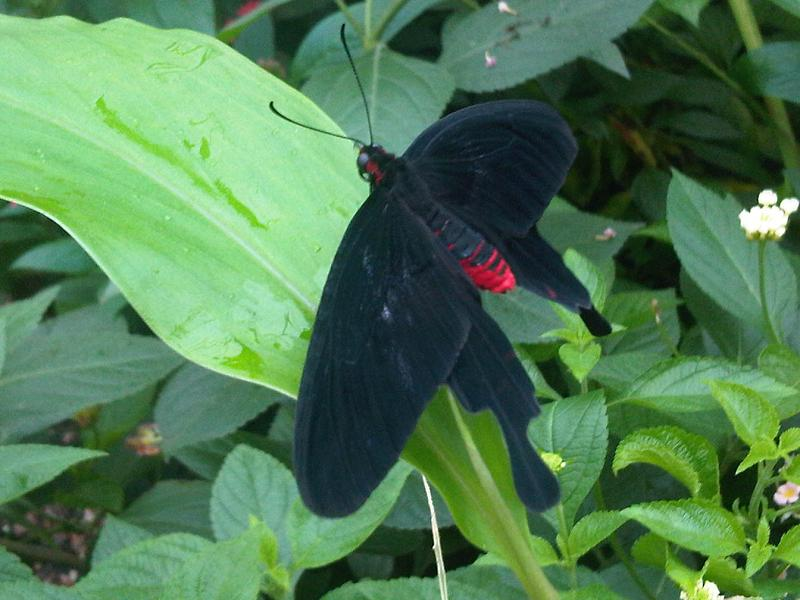
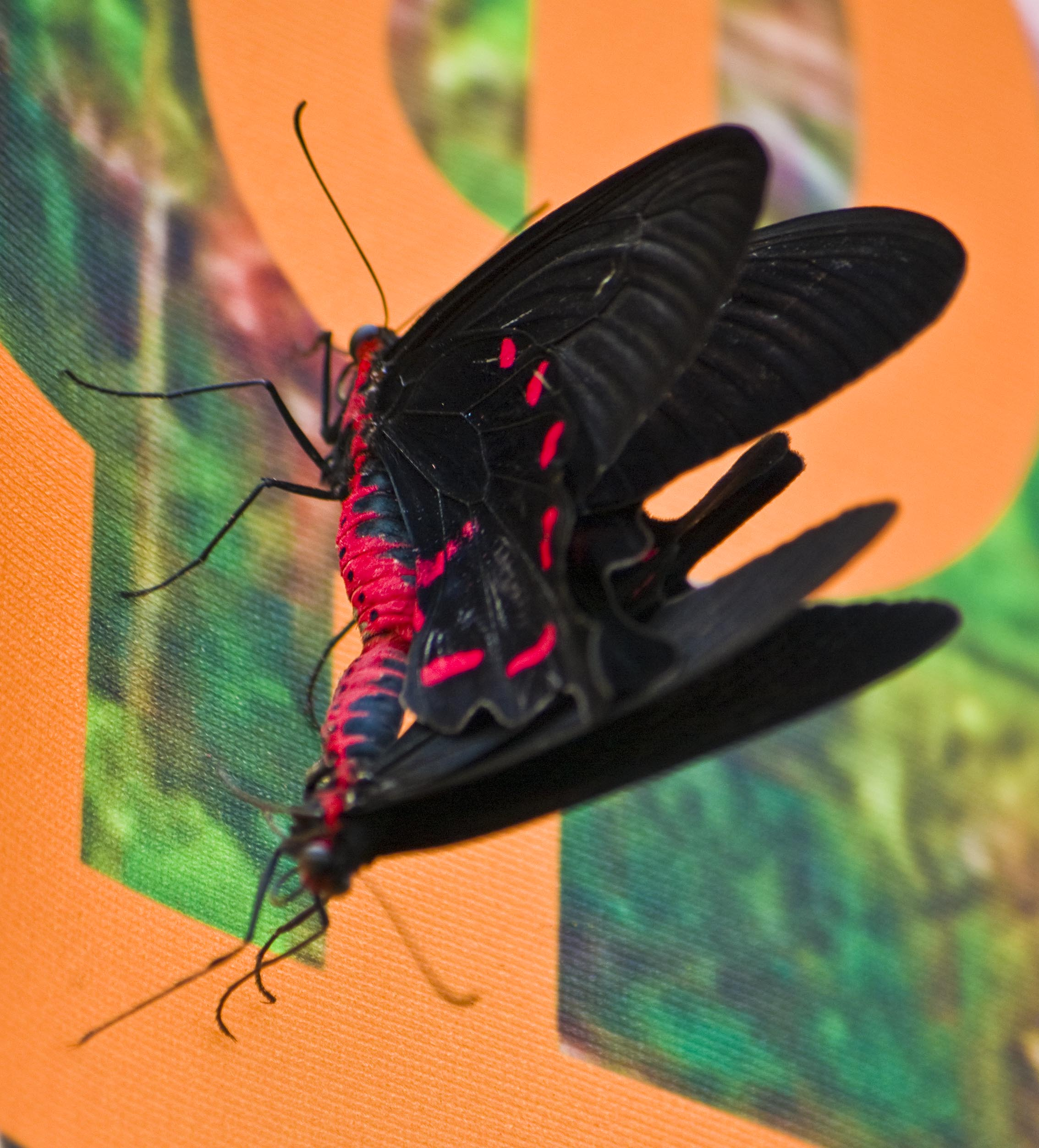

## Fordítás
- Ez a szócikk részben vagy egészben  a   Pachliopta kotzebuea című angol Wikipédia-szócikk ezen változatának fordításán alapul.  Az eredeti cikk szerkesztőit annak laptörténete sorolja fel. Ez a jelzés csupán a megfogalmazás eredetét és a szerzői jogokat jelzi, nem szolgál a cikkben szereplő információk forrásmegjelöléseként.